# Sīdnī ‘Alī nationalpark
Sīdnī ‘Alī nationalpark  (hebreiska: Gan Le’ummi Sidni ‘Ali, גן לאמי סידני עלי, Gan Le’ummi Sidni Ali, Gan Le’ummi Sīdnī ‘Alī) är en nationalpark i Israel. Den ligger i den norra delen av landet. Sīdnī ‘Alī nationalpark ligger 29 meter över havet.
Terrängen runt Sīdnī ‘Alī nationalpark  är platt. Havet är nära Sīdnī ‘Alī nationalpark åt nordväst. Runt  Sīdnī ‘Alī nationalpark är det mycket tätbefolkat, med 5 399 invånare per kvadratkilometer. Närmaste större samhälle är Tel Aviv, 12,4 km söder om Sīdnī ‘Alī nationalpark . Runt Sīdnī ‘Alī nationalpark är det i huvudsak tätbebyggt.